# Stephen Ashfield
Stephen Ashfield (Glasgow, 7 dicembre 1979) è un attore britannico.

## Biografia
Ha recitato in diversi musical a Londra, tra cui Taboo (2002), Jersey Boys (2008) e The Book of Mormon (2014), per cui ha vinto il Laurence Olivier Award alla miglior performance in un ruolo non protagonista in un musical nel 2014 e con cui ha fatto anche il suo debutto a Broadway nel 2016.

## Filmografia

### Cinema
- Sweeney Todd - Il diabolico barbiere di Fleet Street (Sweeney Todd: The Demon Barber of Fleet Street), regia di Tim Burton (2007)
- Maria, regia di Pablo Larraín (2024)

### Televisione
- L'amore e la vita - Call the Midwife - serie TV, 3x8 (2014)

## Doppiatori italiani
Nelle versioni in italiano delle opere in cui ha recitato, Stephen Ashfield è stato doppiato da:
- Alessandro Quarta in Maria